# 1916 (álbum)
1916 es el noveno álbum de estudio de la banda de rock británica Motörhead. Fue lanzado al mercado el 26 de febrero de 1991 por la discográfica WTG Records.
Fue su primer álbum con WTG después de su batalla legal con GWR Records.

## Historia
La canción que da nombre al álbum, "1916", es una balada que habla de la Primera Guerra Mundial. "Love Me Forever" es una balada que después sería versionada por Doro Pesch. "R.A.M.O.N.E.S." es un homenaje a la banda de punk Ramones, y que después sería versionada por ellos mismos en el álbum Greatest Hits Live. Ramones también tocaron la canción con el mismo Lemmy en directo. La versión aparece en We're Outta Here.
En el estudio la banda grabó cuatro canciones con el productor Ed Stasium, antes de despedirle. Cuando Lemmy escuchó una de las mezclas de "Going to Brazil", le pidió que le enseñara más mezclas, para descubrir que Stasium había añadido sin su consentimiento panderetas y percusión a las pistas. Stasium fue despedido y se contrató al productor Pete Solley La historia según Stasium fue que la ingesta de drogas y alcohol de Lemmy le hizo perder la paciencia, por lo que abandonó.
El álbum llegó al n.º 24 de las listas británicas y fue nominado a un Premio Grammy en 1992, premio arrebatado por Metallica con su álbum homónimo.

## Lista de canciones
- Todas las pistas están compuestas por Lemmy, Würzel, Phil Campbell and Phil Taylor, excepto donde se indique lo contrario.

1. "The One to Sing the Blues" – 3:07
2. "I'm So Bad (Baby I Don't Care)" – 3:13
3. "No Voices in the Sky" – 4:12
4. "Going to Brazil" – 2:30
5. "Nightmare/The Dreamtime" – 4:40
6. "Love Me Forever" – 5:27
7. "Angel City" (Lemmy) – 3:57
8. "Make My Day" – 4:24
9. "R.A.M.O.N.E.S." – 1:26
10. "Shut You Down" – 2:41
11. "1916" (Lemmy) – 3:44

## Personal
- Lemmy Kilmister – bajo, vocals
- Phil Campbell – guitarra
- Würzel – guitarra
- Phil "Philthy Animal" Taylor – batería, excepto "1916", hecho con una caja de ritmos.

- Todas las pistas, excepto 3, 4 y 6, producidas y mezcladas por Peter Solley, e ingeniería por Casey McMackin
- Pistas 3, 4 y 6: producidas por Ed Stasium, e ingeniería de Paul Hemingson
- Masterización de Steve Hall en Future Disc Systems, Hollywood, Estados Unidos